# Teofron Säve
Adolf Teofron Säve (i riksdagen kallad Säve i Karlstad), född 24 juli 1842 i Tuna församling, Västernorrlands län, död 26 mars 1931 i Oscars församling, Stockholms stad, var en svensk lektor och riksdagsman. Han var son till kyrkoherde Adolf Säve.
Säve blev filosofie kandidat vid Uppsala universitet 1868 och filosofie doktor 1869. Han var 1870–1907 lektor i historia, geografi samt latinska språket vid Karlstads högre allmänna läroverk där han också var rektor 1883–1895. I riksdagen var han ledamot av första kammaren 1892–1910.
Teofron Säve är gravsatt i Gustav Vasa kyrkas kolumbarium vid Odenplan i Stockholm.